# Vittoria Tarquini
Vittoria Tarquini, född 1670 död 1746, var en italiensk operasångare.
Hon tillbringade sin karriär på turnéer i Italien och har kallats för sin samtids största tragedienne. 